# Ekkehard Klemm

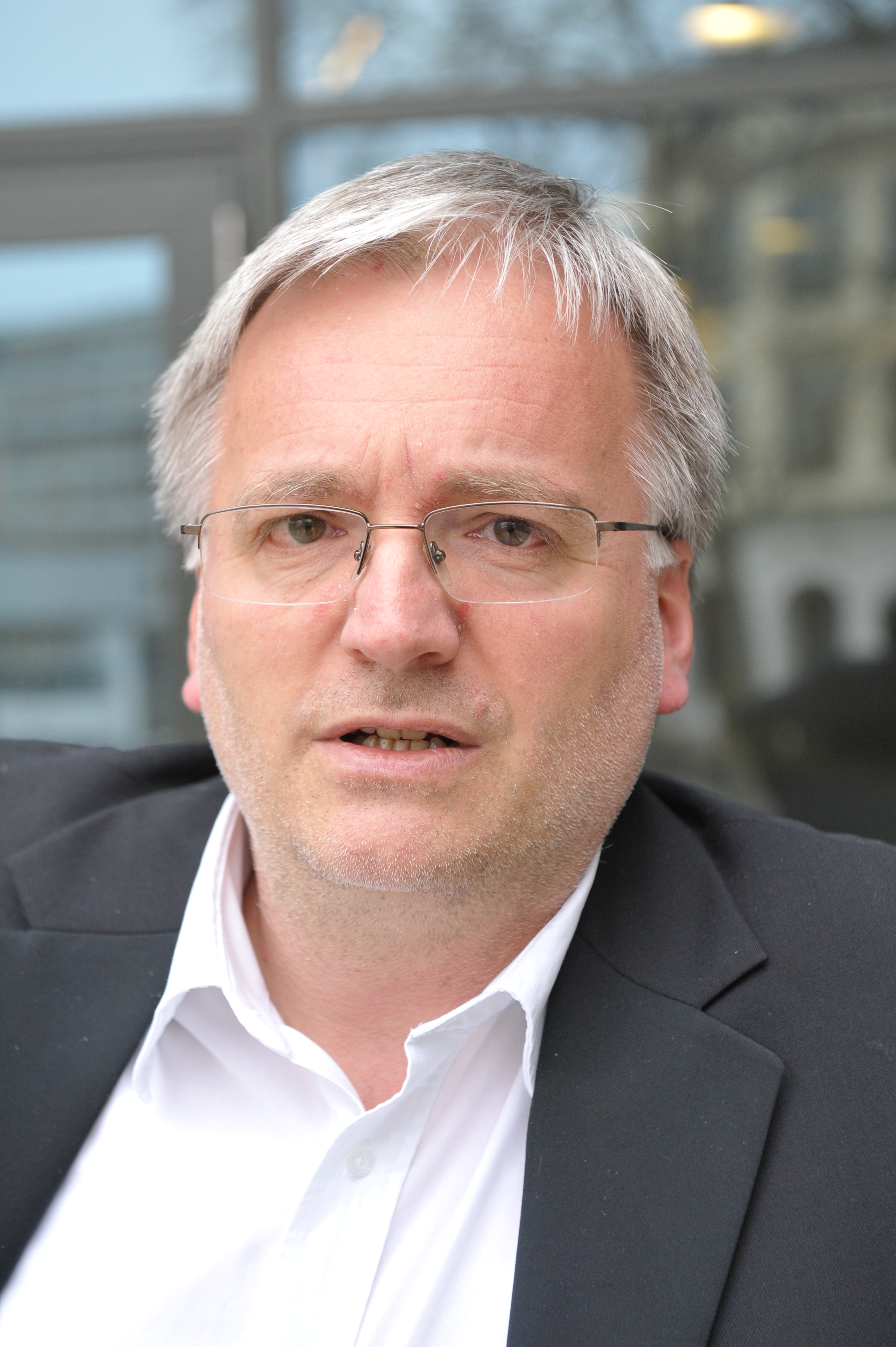
Ekkehard Klemm (2012)

Ekkehard Klemm (* 1. Dezember 1958 in Karl-Marx-Stadt) ist ein Dirigent, Komponist, Hochschulprofessor und ehemaliger Rektor der Hochschule für Musik Carl Maria von Weber Dresden.

## Werdegang
Mit zehn Jahren wurde Klemm Mitglied des Dresdner Kreuzchores und blieb es bis 1977. Danach folgte ein Studium 1979–1984 an der Hochschule für Musik Carl Maria von Weber Dresden in den Fächern Dirigieren bei Siegfried Kurz und Hartmut Haenchen, Komposition bei Manfred Weiss, Rainer Kunad und Wilfried Krätzschmar und Klavier bei Heidrun Richter.
Von 1984 bis 1988 war Klemm 1. Kapellmeister und zeitweise musikalischer Oberleiter am Landestheater Altenburg. Von 1988 bis 1994 war er Chefdirigent am Theater Greifswald und beim Vorpommerschen Sinfonieorchester Greifswald, von 1994 bis 1996 Chefdirigent des neu gegründeten Theaters Vorpommern im Städteverbund Greifswald – Stralsund. Hiernach ging er von 1996 bis 1999 als Dirigent an das Staatstheater am Gärtnerplatz in München. Von 1999 bis 2004 war er hier Stellvertreter des Chefdirigenten. Bis 2007 war Klemm ständiger Gastdirigent am Staatstheater am Gärtnerplatz. 
Im Jahr 2003 erfolgte Klemms Berufung zum Professor für Dirigieren an die Hochschule für Musik Carl Maria von Weber Dresden. Dort übernahm er die Leitung der Dirigierausbildung und ist künstlerischer Leiter des Hochschulsinfonieorchesters. Im Jahr 2010 wurde er an diesem Institut zum Rektor gewählt und übte dieses Amt bis 2015 aus.
Zwischen 2004 und 2021 war Klemm künstlerischer Leiter der Singakademie Dresden e. V. Er wurde 2013 zum Präsidenten des Verbandes Deutscher KonzertChöre (VDKC) gewählt und auf dem Verbandstag 2017 für weitere vier Jahre wiedergewählt. Federführend war er für den Antrag des VDKC verantwortlich, die „Chormusik in deutschen Amateurchören“ in die Liste des immateriellen Kulturerbes aufzunehmen; der Antrag war 2014 auf nationaler Ebene erfolgreich.
Im Oktober 2016 wurde Klemm zum Chefdirigenten der Elbland Philharmonie Sachsen ernannt; die Stelle trat er mit Beginn der Spielzeit 2017/2018 an. Mit dem Konzept composers in region war die Elbland Philharmonie Sachsen innerhalb des Förderprogramms „Exzellente Orchesterlandschaft“ der Bundesregierung erfolgreich und erhielt in den Jahren 2018–2020 Zusatzmittel für die Aufführung zeitgenössischer Musik aus der und in der Region.

## Musikalisches Wirken
Ekkehard Klemm gab Gastspiele bei zahlreichen nationalen und internationalen Theatern und Orchestern. Als Theaterkapellmeister fördert er die neue Musik. Er dirigierte in München (Prinzregententheater und Staatstheater am Gärtnerplatz) die Uraufführungen der Werke Wenn die Zeit über die Ufer tritt von Wladimir Tarnopolski und Das Beben von Awet Terterjan sowie die deutschen Erstaufführungen der Opern Das Sonnenhaus von Einojuhani Rautavaara und Die Zofen von Peter Bengtson. In München leitete er die Erstaufführungen der Opern Die englische Katze von Hans Werner Henze, Majakowskijs Tod von Dieter Schnebel sowie Luigi Nonos Intolleranza. In Dresden brachte er Die Schlüsseloper von Wilfried Krätzschmar, die Oratorien Confessio saxonica von Manfred Weiss und MenschenZeit von Lothar Voigtländer sowie viele Orchesterwerke, unter anderem von Lothar Voigtländer (Orchestermusik III), Alexander Keuk, Friedrich Goldmann (Wege Gewirr Ausblick), Wolfgang-Andreas Schultz (Archaische Landschaft mit heilender Trauer), Nina Šenk, Jörg Herchet (Jakobus-Kantate aus DAS GEISTLICHE JAHR im Kammerabend der Sächsischen Staatskapelle) sowie Christian Münch (Gesänge und Harmonien) zur Uraufführung. Damit avancierte er zu einem Dirigenten, der sich mit größter Intensität nicht nur der älteren Dresdner Werke (Oberon von Carl Maria von Weber, erste Aufführung der Messen von Weber mit historischen Instrumenten, Johannespassion von Georg Gebel und Johannespassion von Christoph Ludwig Fehre, Faust-Szenen und Genoveva von Robert Schumann, Lukas-Passion von Rudolf Mauersberger) annahm, sondern die in Dresden arbeitenden und unterrichtenden Komponisten regelmäßig fördert und mit großen Werken in seinen Programmen vorstellt. In den Konzerten des Hochschulsinfonieorchesters erklangen darüber hinaus jährlich mindestens eine Studentenkomposition unter Klemms Leitung.
Als Komponist trat Klemm unter anderem mit einem Streichquartett (Uraufführung 1982 in Dresden, Solistenquartett der Komischen Oper Berlin), mit dem Ensemblestück Psalmen (Uraufführung in Apolda, Altenburg, Greifswald und Jena 1988 und 1989), mit verschiedenen kammermusikalischen Werken sowie 3 in 1 für vier Chöre und Orchester (Uraufführung 2006 durch die Singakademie Dresden und das Collegium 1704, Prag) nach Texten heiliger Schriften, Dietrich Bonhoeffers und Christoph Eisenhuths in Erscheinung. Zum Bachfest in Dresden wurde 2016 die Komposition ricercar a 5,9 mit der Sopranistin Anja Zügner, der Singakademie Dresden und dem Orchester der Staatsoperette Dresden in der Kreuzkirche uraufgeführt.
Ekkehard Klemm ist Mitglied des Kuratoriums der Erzgebirgischen Philharmonie.

## Schüler
Zu Ekkehard Klemms bisher erfolgreichsten Dirigier-Absolventen gehören unter anderem:
Oksana Lyniv, Assistentin von Kirill Petrenko an der Bayerischen Staatsoper und 2017 bis 2020 Generalmusikdirektorin in Graz, 2021 die erste Dirigentin einer Premiere bei den Bayreuther Festspielen; Moritz Gnann, Assistent beim Boston Symphony Orchestra; Lennart Dohms, Professor an der Hochschule der Künste Bern; Manuel Pujol, Chordirektor am Theater Dortmund; Cornelius Volke, Vize-Chordirektor an der Semperoper Dresden; Diego Martin-Etxebarria, 1. Preis, Asahi-Preis sowie Hideo Saito Preis des 17. Tokyo International Music Competition for Conducting und seit 2016 Kapellmeister am Theater Krefeld und Mönchengladbach.